# Mexicaltzingo
Mexicaltzingo, tidigare Mexicaltzingo de Iturbide, är en kommun i Mexiko bildad den 30 oktober 1869. Den ligger i delstaten Mexiko, i den centrala delen av landet, strax sydost om Toluca de Lerdo i Tolucadalen. Huvudorten i kommunen heter San Mateo Mexicaltzingo. Kommunen ingår i Tolucas storstadsområde och hade 13 807 invånare år 2020, en ökning från de 11 712 invånare som rapporterades vid folkmätningen 2010. Kommunens area är 11,47 kvadratkilometer, Mexicaltzingo är en av de ytmässigt minsta kommunerna i delstaten.